# Pollastre rostit

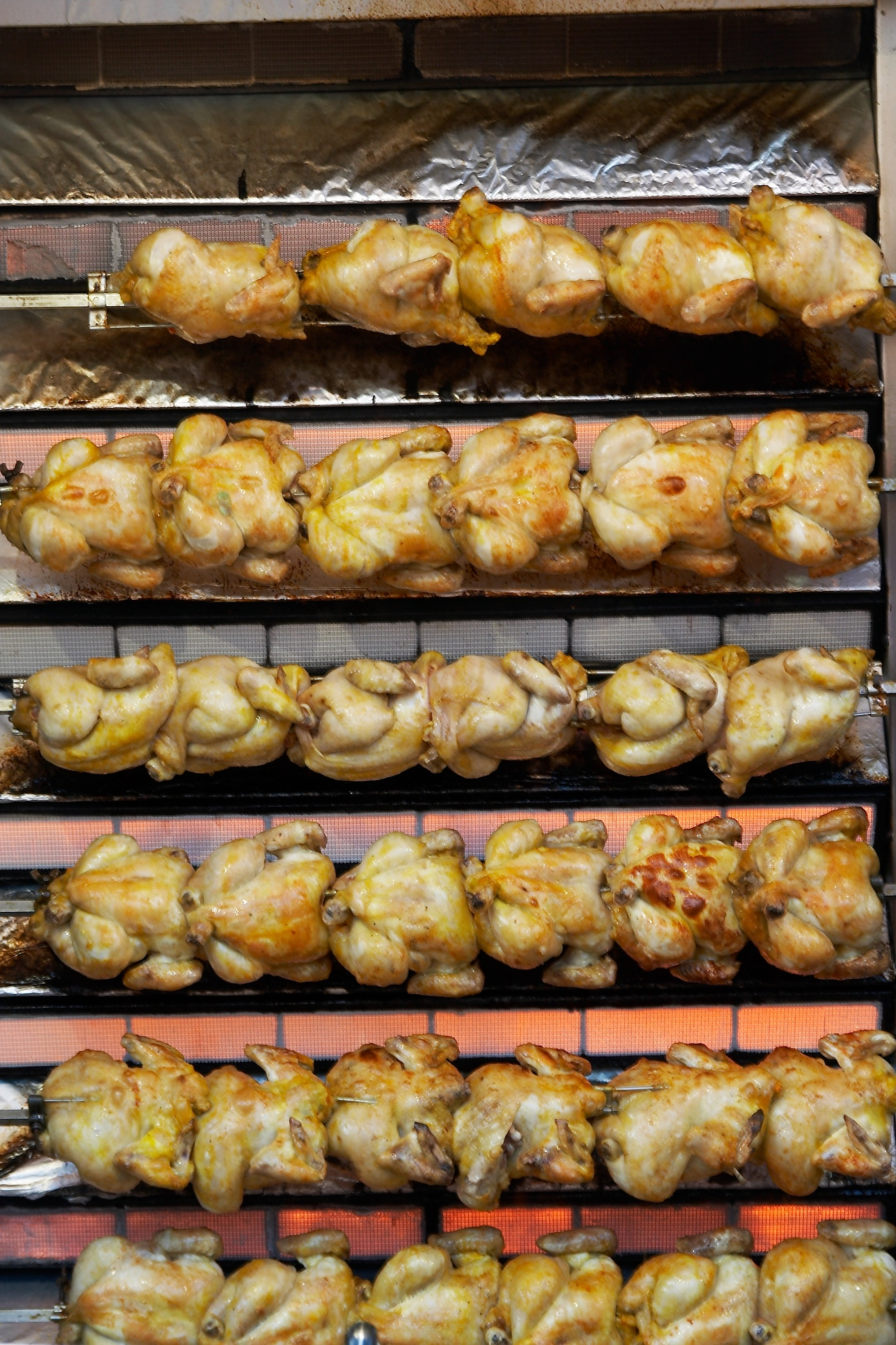
Pollastres rostits en una graella rotatòria.

El pollastre rostit o pollastre a l'ast és un plat elaborat amb un pollastre cuinat a l'ast, és a dir punxat en un ast i exposat a una font de calor que pot ser des del foc casolà d'una llar fins a la graella professional rotatòria.
Per regla general el rostit del pollastre es va fent en el mateix greix i sucs d'aquest que circulen per la carn durant l'operació de rostit. És per aquesta raó per la qual s'exposa al foc de tal manera que pugui moure's o girar i que la circulació d'aquests greixos i sucs sigui el més eficient possible, els rostidors rotatoris fan servir aquest concepte de manera molt eficaç.
El pollastre rostit és una preparació culinària que amb algunes variants locals apareix a moltes cultures gastronòmiques del món.

## Història
Els grecs van introduir el pollastre a Europa al segle IV aC. Poc a poc es va domesticar i es va convertir en un menjar de celebració, un àpat de les famílies més pudentes. Està documentat que en els segles anteriors al naixement de Crist, la seva carn era molt apreciada i durant l'Edat Mitjana era el gran protagonista dels banquets medievals.
Fins ben entrat el segle XX el pollastre va continuar sent un dinar de festa major o un dinar de rics, els pagesos venien tots els pollastres i tan sols es guardaven algun per Nadal o per alguna altra celebració. A Catalunya, en els anys 60, Joan Casas va tornar de Berlín admirat per com es cuinaven els kebabs. D'aquella experiència va sorgir el projecte de transformar el pollastre rostit en un plat assequible per a totes les famílies. Així va ser com una recepta senzilla va acabar transformant-se en un ritual dominical que va quallar a Barcelona i que ràpidament es va estendre per la resta de la península.

## Preparació del pollastre
A part d'un pollastre sencer, els ingredients mínims són oli, sal i herbes aromàtiques, com ara farigola, orenga, etc. Primer es buida, es socarrar i es renta. Es salpebra i s'hi afegeixen una part d'herbes aromàtiques a dins. S'atravessa de dalt a baix amb un ast i es fixa. Un cop fet això, s'unta amb oli i la resta d'herbes aromàtiques. Es cou a l’ast amb una plata a sota i es deixa que el pollastre vagi girant lentament i es va untant de tant en tant amb el suc que cau a la plata.

## Graelles rotatòries
El rostidor vertical de pollastre és un invent català. Va ser Ignasi Miró Argelaga qui va desenvolupar la màquina, i immediatament es va dedicar a la fabricació i la comercialització d’aquests aparells amb la fundació de l’empresa Eurast, l’any 1957.

## Altres maneres de cuinar el pollastre
- Pollastre tandoori a l'Índia
- Pollastre Pequín a la cuina xinesa (o també pot ser ànec)
- Pollastre a la brasa
- Tavuk şiş (broquetes)